# واژه‌نگاشت

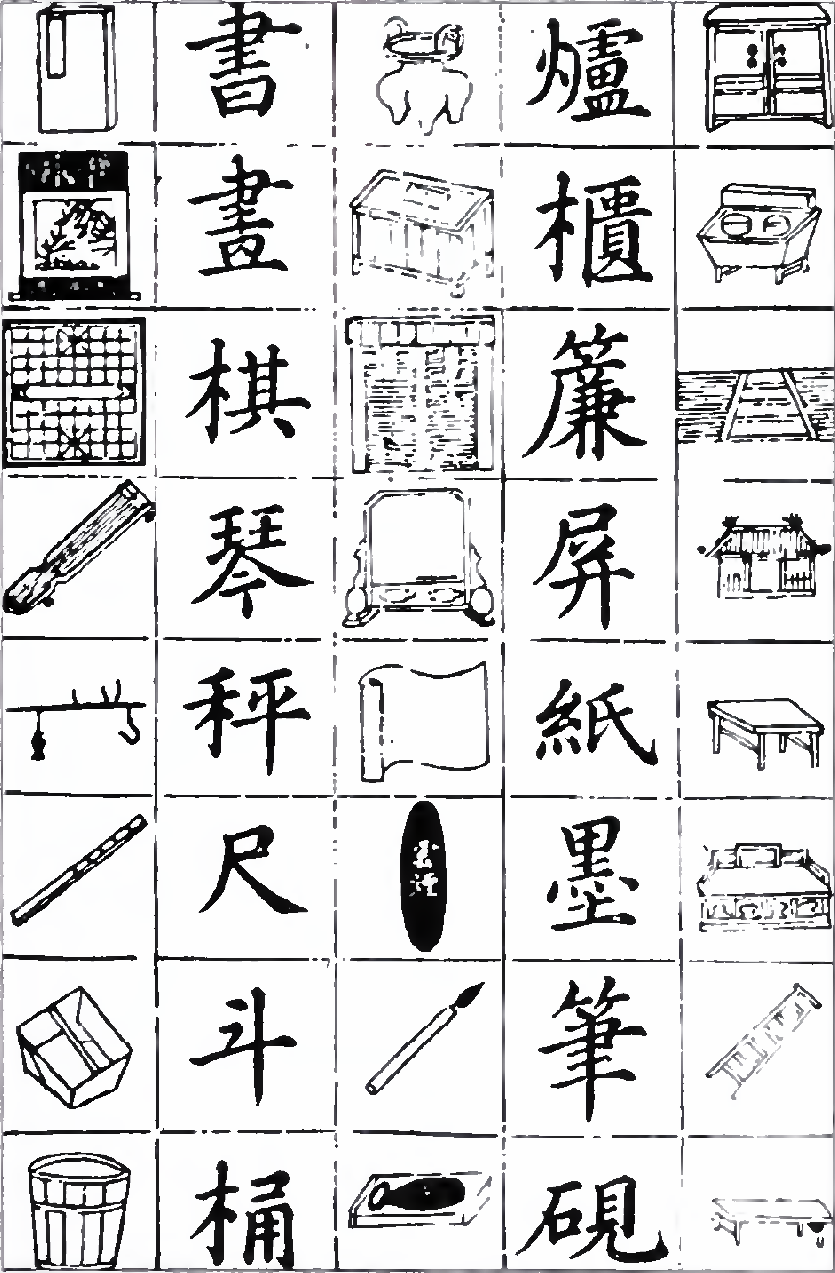
واژه‌نگاشت یا لوگوگرام

واژه‌نگاشت یا لوگوگرام (به انگلیسی: Logogram) نشانی واحد است که نمایانگر یک واژه باشد. به بیان دیگر یک واژه‌نگار یک نویسه است که نشانگر واژه‌ای کامل و از سویی پرکابرد است. این واژه نگارها در زبان‌های بسیاری وجود دارند. یک نمونهٔ امروزی آن نشان‌هایی است که به کار می‌بریم، مانند $ برای دلار.
این سامانه‌های نوشتاری معمولاً در زمان باستان به وجود آمدند، و در برابر دیگر سامانه‌های نوشتاری جای می‌گیرد که هجایی، الفبایی و ابجد هستند که در آنها هر نویسه اساساً یک صدا یا ترکیبی از صداها را نمایش می‌دهد.
واژه‌نگارها بیش‌تر به عنوان اندیشه‌نگاشت یا هیروگلیف شناخته می‌شوند. اگر بخواهیم معنی دقيق‌تر این واژه را دریابیم، اندیشه‌نگارها نمایانگر ایده‌ها هستند به جای حروف و واج‌ها. درعمل هیچ‌یک از سامانه‌های نوشتاری موجود (به غیر از سامانه‌های نوشتاری ساختگی) به‌طور کامل واژه‌نگاشتی نیستند. از بین سامانه‌های نوشتاری واژه‌نگاشتی، یک دسته را می‌توان صامت‌نگاشت نامید، مانند هیروگلیف مصری، که در آن یک نویسه بیانگر یک صامت است، و دستهٔ دیگر هجانگاشت است، مانند خط میخی (برای نوشتن زبان‌های سومری، اکدی، و هیتی) و حروف چینی (که برای نوشتن زبان‌های چینی، ژاپنی، کره‌ای، و ویتنامی به کار می‌رود)، و غیره. در این دسته تعداد نویسه‌ها معمولاً زیاد است، و هر نویسه یک تکواژ و هجا را مشخص می‌کند. یک نمونهٔ منحصربه‌فرد از واژه‌نگاشت‌ها در خط پهلوی (برای نوشتن زبان فارسی میانه و زبان پارتی) دیده می‌شود. خط پهلوی یک خط ابجد است، اما برخی واژگان در آن به صورت معادل آرامی آن نوشته می‌شود.
در واقع یکی از بهترین نمونه‌هاي تاریخی لوگوگرام را می‌توان در روش نوشتاری سومریان در حدود پنج هزار سال پیش یافت. به خاطر شکل ظاهری که در علائم این‌گونه از نوشتار به کار می‌رود در اغلب اوقات آن را به عنوان خط میخی می‌شناسند. در این‌گونه از نوشتار، سومریان با استفاده از ابزاری نوک‌تیز و میخ مانند روی یک صفحه نرم از جنس گل رُس طرحهايی خاص و ویژه ایجاد می‌کردند.